# Město Albrechtice (nádraží)
Město Albrechtice je železniční stanice, která se nachází v severní části města Město Albrechtice v okrese Bruntál. Stanice leží v km 11,613 neelektrizované jednokolejné železniční trati Šumperk–Krnov mezi stanicemi Krnov a Třemešná ve Slezsku.

## Historie
Nádraží s tehdejším názvem Olbersdorf bylo zprovozněno společností Moravsko-slezská ústřední dráha 1. října 1872, tedy současně se zahájením provozu tratě v úseku Krnov – Jindřichov ve Slezsku. Od roku 1918 byl používán český název stanice Albrechtice, poté v letech 1938-1945 německy Olbersdorf (Sudetenland). Od roku 1945 do roku 1961 neslo nádraží pojmenování Albrechtice u Krnova, pak Město Albrechtice.
Od 90. let 19. století se uvažovalo o výstavbě tratě, která by vedla z této stanice do Heřmanovic, případně až do Zlatých Hor. Myšlenka se opakovaně vracela až do 30. let 20. století, ale nikdy nebyla realizována.

## Popis stanice
Stanice je vybavena elektronickým stavědlem ESA 11, které dálkově obsluhuje výpravčí DOZ II pomocí JOP ve stanici Krnov. Je možná i nouzová obsluha zabezpečovacího zařízení přímo z dopravní kanceláře ve Městě Albrechticích pomocí desky nouzových obsluh. Volnost kolejových úseků je zjišťována pomocí počítačů náprav. Všechna návěstidla jsou světelná. Stanice je kryta z návazných traťových úseků vjezdovými návěstidly L (od Krnova) v km 10,902, z opačného směru pak S v km 12,195. Nejsou zřízeny předvěsti vjezdových návěstidel, jejich funkci nahrazují tabulky s křížem s neproměnnou návěstí „Výstraha“.

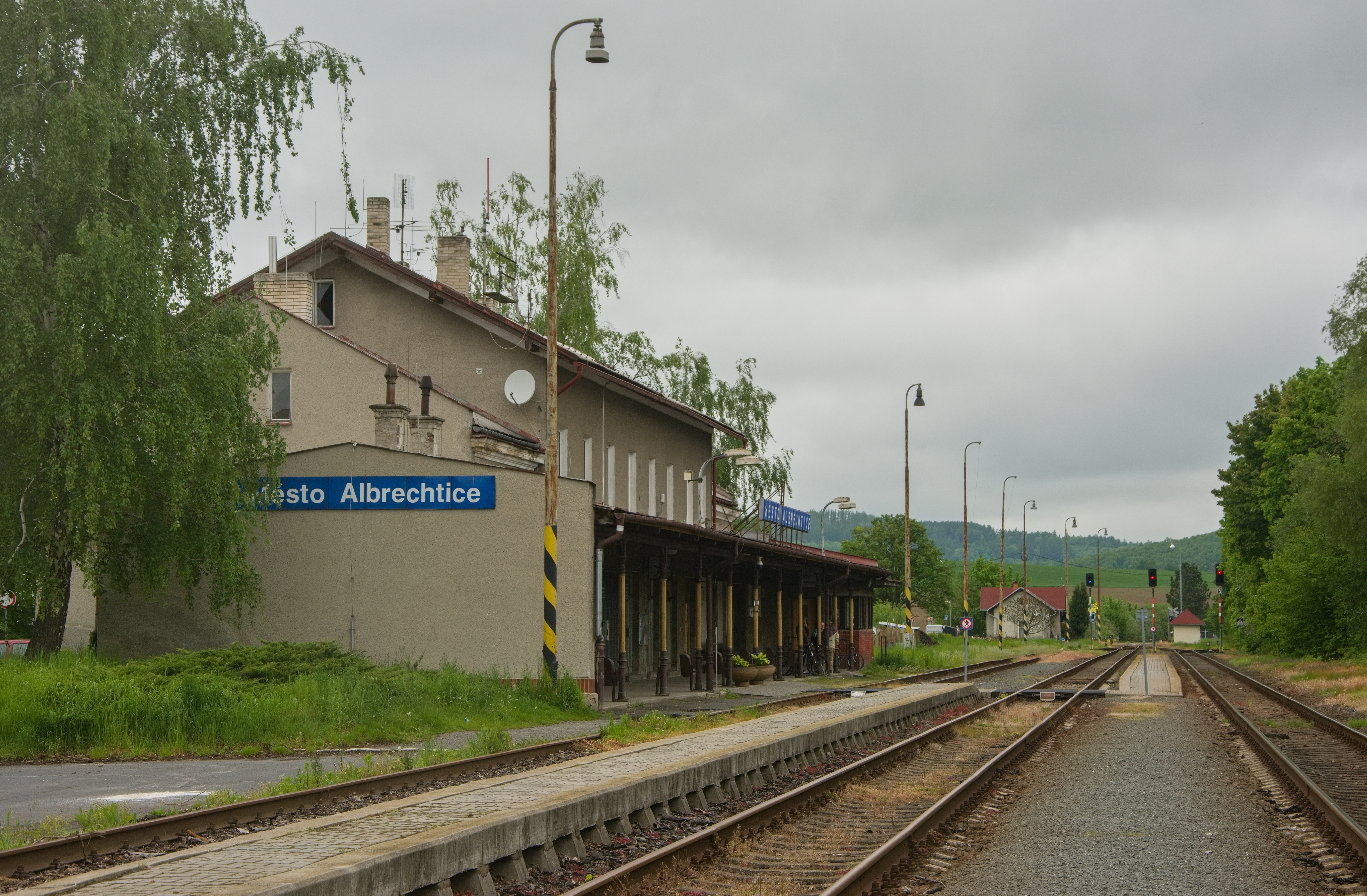
Pohled na kolejiště ve směru na Třemešnou ve Slezsku

Ve stanici jsou dvě dopravní koleje, při pohledu od budovy je nejdříve kolej č. 3, následuje koleje č. 1, všechny koleje mají užitečnou délku 407 m. Nejblíže k budově je ještě manipulační kolej č. 5 (užitečná délka 426 m), která je na obou zhlavích zapojena do dopravní koleje č. 3. Z koleje č. 1  odbočuje na třemešenském zhlaví vlečka Silo – Město Albrechtice. Všechny výhybky ve stanici jsou (s výjimkou odbočné výhybky na vlečku) jsou vybaveny ústředně ovládanými elektromechanickými přestavníky, dvě rozhodující výhybky pro jízdy vlaků na dopravní koleje jsou navíc vybaveny elektrickým ohřevem.
U dopravních kolejí jsou zřízena jednostranná nástupiště se zpěvněnou hranou, obě mají délku 83 m a výšku nástupní hrany 300 mm). Přístup na nástupiště je umožněn pomocí úrovňových přechodů.
Přímo ve stanici se nacházejí dva železniční přejezdy. Na přejezdu P7790 v km 11,319 na krnovském zhlaví stanice, kříží staniční koleje silnice III/45814 (Osoblažská ulice), na třemešenském záhlaví je pak kolej křížena silnicí I/57 na přejezdu P7791 v km 11,891. Oba přejezdy jsou vybaveny světelným přejezdovým zabezpečovacím zařízením se závorami.
Jízdy vlaků v obou přilehlých traťových úsecích jsou zabezpečeny pomocí automatických hradel bez oddílových návěstidel. V úseku Krnov – Město Albrechtice se nachází nákladiště Krásné Loučky, které múže být obsluhováno z obou stanic s uvolněním nebo bez uvolnění traťové koleje.

## Provoz osobní dopravy
Vlaky ČD a stanice jsou integrovány v systému ODIS, stanice je obsluhována vlaky Esko na lince S15. Ve stanici zastavují osobní a spěšné vlaky ve směrech Bruntál, Głuchołazy, Jeseník, Jindřichov ve Slezsku, Lipová Lázně a Krnov.
Ve stanici se neprodávají jízdenky, odbavení cestujících probíhá ve vlaku.